# Perrona micro
Perrona micro é uma espécie de gastrópode do gênero Perrona, pertencente a família Clavatulidae.